# 콤프턴 감마선 천문대

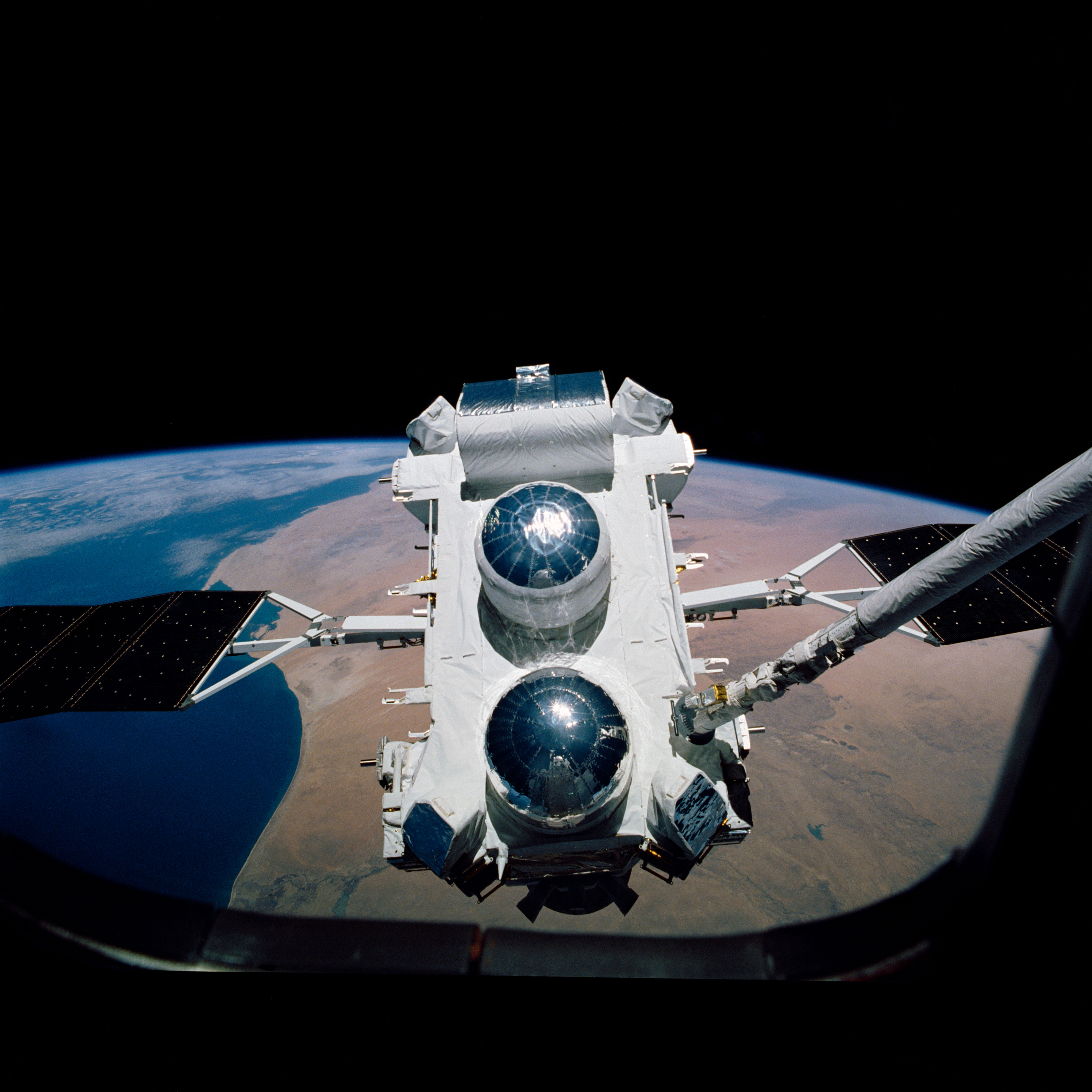
콤프턴 감마선 관측선

콤프턴 감마선 관측선(Compton Gamma Ray Observatory; CGRO)은 1991년에서 2000년까지 활동한, 20 keV ~ 30 GeV의 감마선 대역을 관측한 우주망원경이다. 엑스선과 감마선 대역을 커버하는 네 개의 망원경과 기타 다양한 장비와 감지기들이 탑재되었다. 14년간의 제작 기간을 거쳐 1991년 4월 5일 애틀랜티스 우주왕복선의 STS-37 임무로 발사되었고 2000년 6월 4일 궤도를 이탈하여 임무를 종료하였다. 밴 앨런대를 피하기 위해 고도 450 km의 저지구 궤도에 배치되었으며, 무게 17,000 킬로그램으로 그때까지 우주로 발사된 물체들 중 가장 무거운 물체였다.
제작 비용은 6억 1700만 달러였다. CGRO는 가시광의 허블우주망원경, 엑스선의 찬드라 우주망원경, 적외선의 스피처 우주망원경과 함께 NASA의 "대형 관측선" 계획의 일부로서 허블에 이어 두 번째로 발사되었다. CGRO의 명칭은 노벨상 수상자로 감마선물리학 연구에 공을 세운 아서 홀리 콤프턴의 이름을 따서 명명되었다. 허블 우주망원경, 찬드라 엑스선 관찰위성, 스피처우주망원경과 함께 NASA의 거대관찰위성의 일원이었다.

## 같이 보기
- 감마선 천문학
- 그레이트 옵저버터리 계획